# 大貝獣物語II
『大貝獣物語II』（だいかいじゅうものがたりツー）は、1996年8月2日に日本のハドソンから発売されたスーパーファミコン用ロールプレイングゲーム。
ファミリーコンピュータ用ソフト『貝獣物語』（1988年）より続くシリーズ第3作目。幻大陸「シェルドラド」を舞台に主人公である火の貝の勇者を操作し、暗黒魔導師ダークを倒して世界を救出する事を目的としている。前作『大貝獣物語』（1994年）で好評であった「わが町システム」や「スタンプラリー」、「すけっと」などのシステムを再び導入している。
開発はバースデイが行い、プロデューサーはPCエンジンSUPER CD-ROM²用ソフト『百物語〜ほんとにあった怖い話〜』（1995年）を手掛けた井上佳典、音楽は前2作に引き続き安全地帯のベーシストである六土開正が担当している。
『ファミ通』ゲーム文庫および『コミックボンボン』から書籍も出されている。

## ゲーム内容
前作『大貝獣物語』の直接の続編であるが、主な冒険の舞台は異なる。
前作でもあった我が町システムの他、同社が『天外魔境ZERO』（1995年）で採用した時計システム「PLGS（パーソナルライブシステム）」を導入した。これによりシステム内の時間を利用した事前設定イベント（設置した経過時間後にHP回復、一定時間所持金獲得率アップなど）、もしくは設定した誕生日に連動したイベント（ストーリーとは関係ないが、活用するとゲームを有利に進行できる）が起こるようになった。
また、過去の『貝獣物語』で実装されていた、敵がピンチになるとグラフィックが変わるシステムを採用した。他にも、スタンプラリーやポットの召喚獣探しなど、物語の中で「探す」という要素が前作より増えた。

## 設定

### ストーリー
舞台は、幻大陸「シェルドラド」。宇宙の侵略王ギャブ・ファーの野望を砕いて平和な日々が再び訪れた。
ある日、バブ、クピクピ、ポヨン達貝獣トリオは、溶岩洞での修行を終え、貝獣仙人の元に戻って来た時である。外界をつなぐ霧の様子がおかしいとグレートノームと貝獣仙人が会話をしているところに、突然霧の外の世界での伝説の飛竜、ドラゴバードが傷ついた姿で舞い降りた。ドラゴバードに乗ってきたドラゴナイトのルカは、霧の外の世界で500年前に封印された暗黒魔導師ダークが復活した事を告げる。ダークの目的は秘石オーラストーンを手に入れ、大いなる力を我が物とする事だった。
ダークの手下であるドーンの強襲を追い払った貝獣トリオであったが、ルカは力尽き、事態を重く見た貝獣仙人は、火の貝の勇者を再び召喚する事を決意する。
ところがなぜか召喚されたのは普通の犬。ついていた名札から勇者の飼い犬であったと察し、勇者が霧の外の世界に召喚されたと推測した彼らは、ドラゴバードを通じて霧の外の世界で勇者を迎えに行くことを決断。貝獣トリオと勇者の飼い犬を連れて、霧の外の世界へ旅立っていった。
一方、召喚された勇者は何者かに襲われ窮地に陥っていたが、ルミエラと呼ばれる女性とそのお伴らしき人物が対処し保護。とある王城で目を覚ましたのであった。

### 舞台

#### 町・村
- グランガラムの城
- グランガラムの町
- パンターナの村
- ムカビの町
- トンタースの村
- サラームの町
- ランパの町
- カラハーの町
- キモイの町
- コタイの村
- マリナルンの町
- クルルの町
- ジェムの村
- シーバの港町
- ファイスの村

#### ダンジョン
- ヘルバレー
- ランドガイアン
- ナイカロ山
- ブロアーの森
- マッシュアングラー
- ジョーダンサーカス
- サンドスコルピオン
- オサル洞
- バーンの山
- スカルキーパー
- フロストン洞窟
- クリスタルキャッスル
- シーマスター
- クトミナ宮殿
- 浮遊大陸
- ダークゾーン
- 断崖宮殿

#### その他
- 森の小屋
- ロングブリッジ
- 破壊された村
- ランパの灯台
- 古代塚
- ドナーツ島
- 夜泣き谷
- ネコジャラシの森
- ジョーダンペット牧場
- 外海の隠れ谷
- 西の聖地
- 魔神塚

## 登場人物

### 貝の勇者と仲間達
メインとなる主人公とその仲間たちは、途中のシナリオで2組に分かれて操作し、仕掛けを解きながら進むパートが存在する。
火の貝の勇者（デフォルト名なし）
本作の主人公。貝獣村の仙人によって「シェルドラド」に召喚された地球人。前作とは別人のため容姿が全く異なる。現代人なので戦いの心得は無い筈だが、屈強な体格をしている。本作では火の勇者以外にも犬も召喚されており、本人は先に霧の世界へと召喚されてしまう。
武器は剣やダガー。火の魔法や回復魔法を習得する。
犬（デフォルト名なし）
火の貝の勇者のペットの青い犬。主人公と共にシェルドラドに召喚されたが主人とは別に貝獣島に召喚されてしまった。貝獣トリオと共に旅立ち中盤で主人公と再会し、以降は同行する。その後ドクター・ドーンが暴走させたサンドスコルピオンを自ら身を投げて止めるという勇気ある最期を遂げた。
バブ
貝獣村出身の白い貝獣。大地の貝の勇者で貝獣トリオのまとめ役。貝獣仙人の命を受けドラゴバードに乗って再び旅立つが、途中落雷に遭いそのショックでドラゴバードから落とされクピクピ、ポヨンとはぐれてしまった。その後グランガラム城で主人公と出会い最初の仲間となる。
武器は前作と同じくブーメランで、ダガーや剣も装備できる。大地、菌属性の魔法を習得する他、防御力を犠牲にして魔力を上昇させる特技を習得する。前作同様バランスの良いステータスを誇る。
クピクピ
貝獣村出身の肌色の貝獣。大気の貝の勇者。性格は臆病で引っ込み思案。語尾に「‐クピ」と付けて話す。ドラゴバードに乗ってバブ達と旅立ったがバブとはぐれ、ポヨンと共にジョーダンサーカスに捕まる。その後は自力で脱出し主人公達と出会う。物語の途中旅先で出会うチコという少女と恋人になり、エンディングでは彼女宛に手紙を書いている。
武器はダガーと杖。魔術に長けており、モンスターを宝石化させる「ジュエルナ」を習得する。前作においては特に目立った成長をするステータスは見られなかったが、今作においては『貝獣物語』以来再び仲間の中で知力が最も高い設定に戻され、さらに敏捷性にも優れている。ある武器を装備するとゲームバランスを破壊するほどの攻撃力が得られる。
ポヨン
貝獣村出身の黄緑色の貝獣。水の貝の勇者。非常にのんびりした性格でマイペース。食いしん坊で相変わらずどんな状況でも食べる事しか考えていない事が多い。クピクピと共にバブとはぐれた後ジョーダンサーカスに捕まっていたが、さらに本人だけここに取り残される形でクピクピともはぐれてしまう。のちに一緒に捕らわれていた猫族の少女シャムルを救出し主人公一行と合流を果たした。加入条件が厳しかった前作と違い、今回は普通に仲間にする事ができる。
武器は斧と剣とダガー。力と体力が高く、敏捷性と知力が低いという前作と同様のステータスが引き継がれている。相手の特定の技を受けることで自分で使えるようになる「体感魔法」を使える他、唯一習得する特技として最大8つの効果からランダムで何かが起こる「ポヨヨーン」を習得する。
ポット
前作から登場した壷に封印された貝獣。貝獣仙人の弟で、本名は「グランコール」。前作で封印が解けたはずが、また悪戯に度が過ぎ、グレートノームによって再び封印された。前作のボスだったファットバジャーを召喚獣にする野望を今回も持っている。
今回はレベルで召喚獣を覚えるのではなく、各地方に眠る次元の壷から、普通に契約、もしくは戦闘して勝たないと使えるようにならない。なお今作では、ある条件を満たすと念願叶いファットバジャーと契約し召喚する事ができる。
バルテス
グランガラム王宮兵団隊長を務める白い獣人。記憶を失っている。自分を拾ってくれた王女ルミエラを敬愛し、彼女を守る事に使命を感じている。名前はルミエラにつけて貰ったものである。実は元々獣人ではなかったらしく、その正体については後述を参照。
武器は剣。力と体力は仲間の中で最も高いが、敏捷性と知力は低く、ポヨンと戦闘タイプは同じ。最強の専用剣「じゅうおうけん」が装備できる。
ルミエラ
グランガラムの王女。行動力があるにもかかわらず、どこか箱入りで天然な性格が目立つ。古文書を奪いに現れたメガロキングに立ち向かうも彼によって呪いで眠らされたり、マッシュキングにさらわれたりと色々危険な目に遭う。
武器は短剣と杖。クピクピと同じく魔術に長けているが、力と体力が低く打たれ弱い。
シャムル
ジョーダンにさらわれた弟を探している猫族の女の子。自分もジョーダンサーカスに捕らえられていたがポヨンに救われた。盗賊であり敵から物を盗む事ができる。
武器は短剣であり、二刀流。敏捷性が仲間の中で最も高いが、両手が武器で塞がるためその分防御力は低くなってしまう。彼女がいれば猫から話を聞く事が出来る。
謎のロボット
スパーナによって作られたロボット。律儀で片言で喋り、ストレートな発言には悪意が全くない清々しくまっすぐな性格。子供が大好きでギャブロにさらわれた子供達を助けるため単身でクリスタルキャッスルに乗り込む。実はサンドスコルピオンの暴走を止め瀕死になっていた主人公の犬が、脳と意識を移植され生まれ変わった姿。初めは記憶喪失だが、主人公と出会う事で全てを思い出す。
アイテムを消費して様々な属性の技を使うタイプで、自らのステータスダウンを伴わない。
ギャブロ
六魔将の一人。幼い姿をしているが、クリスタリキャッスルを支配しており、幸せそうな子供にいらつきを覚え連れ去っている。純粋に子供を探しにやってきたロボットと出会い、その後自分の部下であり義母でもあるソニアを殺したドーンに対し激怒、六魔将を裏切ることとなる。仲間になるのは後半であるが、実力は高い。進化した姿は実の父であり前作のボス、ギャブ・ファーに似ている。

### すけっと
前作に引き続き、出会うことによって手を貸してくれる。
マンボウ
ムカビに住む貝獣。海や水を一定範囲自由に泳ぎまわりアイテムを探し出す。
アンドレ
トンタースに住む木こり。マッシュキングのせいで頭にきのこが生えてしまい、ナイロカ山に閉じこもっている。斧で岩やキノコを切り裂き道を開く。
コール
ジョーダンサーカス団の団員の食事係。餌を撒き敵を呼ぶ事が出来る。
ジャラマー
コタイの霊媒師。初めは六魔将ファントムクイーンに操られていたが、正気を取り戻した以後手助けしてくれる。一定時間敵の出現を防ぐが一度呼び出すと宿屋等に泊まるまで再度呼び出すことが出来ない。
ウッキー
オサル洞の番人。さるのひじかけのある場所で呼び出せば橋代わりになってくれる。また、子分が増えれば、増えた分だけ橋の長さが延びる。
ポチ
スパーナが発明したロボット犬。町で地中に埋まったアイテムを掘り起こす事ができる。
ドラゴバード
貝獣村に瀕死の状態で辿り着いたドラゴバードの子供。小さい時は偵察だけだが、成長すると主人公達を乗せて空を飛べるようになる。
ウロ一家
自分から呼び出すことは出来ないが、フィールド上に存在する一家。ウロは宿屋、妻のウルは道具販売、息子のウラは武器販売を担当。

### ダーク&六魔将
ダーク
500年前浮遊大陸クトミナに封印されていた暗黒魔導師。ドクター・ドーンの手で復活し、ギャブ・ファーの卵を自分の力で六魔将に変え、彼らを使いオーラストーンを手に入れようとする。任務に失敗したら容赦なく殺す冷酷さを持ち合わせている。人の姿をとっているが、一度倒されると完全な魔物の姿に変化する。
ドクター・ドーン
ダークに仕える司令塔。元々はクトミナの優秀な宮廷科学者だったが何らかの理由で魔物の姿に変化したらしい。ダークを封印から解放した張本人。六魔将などを使い主人公達を追い込むが、やり方が汚いため六魔将から反感を買っている。ただ、有能ではあるため、ダークからは重用されている。後半、ギャブロに倒された後、ダークによってメガロキング、マッシュキング、ファントムクイーン、カイザーブルーと融合させられ、ネオドーンとなって復活する。
メガロキング
六魔将の一人。地下要塞・ランドガイアンの支配者。卑怯な手を好まない堂々とした性格。貝の勇者に敗れても、のちにドーンにハイパーメガロ、スーパーメガロへと改造され、貝の勇者の前に3回立ちはだかる。
マッシュキング
六魔将の一人。キノコの要塞・マッシュアングラーの支配者。卑劣な性格で手柄のためならどんな事も卑怯な手を平気で使う。「ゲハッ」と笑うのが口癖。バルテスを洗脳する。
ファントムクイーン
六魔将の一人。霊界バーンの山の支配者。ジャラマーを操りコタイの村人に貝の勇者を抹殺するよう仕向けていた。貝の勇者に敗れ、一旦ダークの元に引き返すがダークに役立たずと判断され、始末される。英単語から正しい表記は「P・クィーン（Phantom Queen）」であるはずなのだが、ゲーム中の表記はなぜか「F・クィーン」になっている。
ギャブロ
六魔将の一人。クリスタルキャッスルの支配者。唯一未成熟な卵から生まれ、非常に幼い容姿と精神を持つ。善悪に極化されていない不安定な存在。監視役の魔造人間のソニアを「ママ」と呼び敬愛している。そのソニアをドーンに殺されその怒りで精神と肉体が大きく成長する。
カイザーブルー
六魔将の一人。魚類を思わせる姿をし、左腕が巨大なウミヘビになっているシーマスターの支配者。横柄な態度と下品な笑い方が目立つ。かなりの自信家だが、主人公たちに敗北した時には、負けた自分の弱さを認めるなど、潔さを見せた。
ビューティー
六魔将の一人。蝶の羽根を持つ女の姿をしている。冷静で真面目な性格で、他の六魔将を「我が兄弟」と言うほど仲間意識が強い。力を手に入れて暴走するダークの暴挙に辟易する事もしばしば。ダークの居城・断崖宮殿で最後の門番として立ち塞がる。

### その他
貝獣仙人
全ての貝獣を束ねる長。世界の危機を察して火の貝の勇者を召喚するが、今回はどういう訳か勇者を別の場所に、勇者の犬を貝獣島に召喚してしまった。
グレートノーム
1000年以上も生きている大賢者。再び悪戯が過ぎたポットを壺に封印した張本人。
ジョーダン
ジョーダンサーカス団の団長。さらった子供を豚に変え芸を覚えさせ、それを売っては金を稼いでいた。金のためならば手段を選ばない下劣な守銭奴。語尾に「アル」をつけた喋り方や笑い声が特徴的。ビューティーから「Mr.ピエロ」と呼ばれている。最後は豚になってしまい、コールの管理するサーカスの見せ物にされる。専用の戦闘BGMを持つ唯一のボス。
ルカ
霧の外の世界から来たドラゴナイト。ドラゴバードと共にダークの手先に追われながらも貝獣島に逃げて来たが、致命傷を追ったらしく暫く経ってから息を引き取る。
スパーナ
元クトミナ宮殿の科学者。とある女性と結婚し、トンタースの村で奥さんと子供二人で暮らしている。主人公達が使う色々な機械も彼の作品。
ラチェット&トルク
スパーナの子供。瀕死になっていた主人公の犬を助けた本人達でもある。
ソニア
ダークが暗黒魔法で製造した魔造人間の1体である女剣士。未熟な状態で産まれて来たギャブロを補佐する為に彼の副官を勤める。本来、人造人間であるため感情は持ち合わせていないのだが、ギャブロと接していくうちに母性に近い愛情を抱くようになる。ギャブロを抹殺しようとしたドーンの攻撃から彼を庇い死亡する。
クトミナ女王
クトミナ宮殿の女王。貝の勇者にオーラストーンを全て渡すよう頼んでくるがそれはドーンが作り出した偽物で本物は鏡の中に封印されている。
クルス
クトミナ女王の息子でクトミナ宮殿の王子。現在は行方不明になっている。実はバルテスの本来の姿で呪いで獣人の姿にされ、同時にクルスであった時の記憶も失った。特定の条件を満たすとエンディングで元の姿に戻り、ルミエラと結婚する。

## スタッフ
- 原作、スーパーバイザー：原裕朗
- シナリオ：原裕朗、さわふじたけし、野中俊也
- シナリオ・アシスト：松井淳、渡辺英嗣
- システム・デザイン、タウンマップ・デザイン、システム・エフェクトデザイン：渡辺英嗣
- メイン・プログラム：中川徹
- 音楽：六土開正
- ビジュアルシーン・デザイン、ダンジョン・マップ、トラップ・デザイン、バトル背景デザイン：松井淳
- オリジナル・キャラクター・デザイン：野中俊也、原裕朗
- オリジナル・モンスター・デザイン：野中俊也
- オリジナル・モンスター・コーディング：えんどうみほ
- 企画：宍倉典幸、田島大輔
- プログラム：高橋聖人、といだかずあき、竹田康彦、かねこりゅうじ、八木健夫
- 音楽プログラム：小原肇
- 効果音プログラム：守尾崇
- 効果音：冨井昭次
- 編曲：遠藤稔
- サウンド・サポート：笹川敏幸、滝本利昭
- サポート：中田伸一、及川英紀、五井智久
- バトル・コマンド：相馬英樹
- プロモーター：佐藤徹
- パブリシティー：高橋利幸
- マニュアル：三谷晴基
- プロダクト・マネージメント：三上由起子、安田圭吾、川田忠之、関口暁信、木村和之、石丸博史
- スペシャル・サンクス：電気未来社、エーディーエス、エイム
- ディレクター：三井啓介、澤口岳志
- プロデューサー：井上佳典
- エグゼクティブ・プロデューサー：工藤裕司

## 評価
ゲーム誌『ファミ通』の「クロスレビュー」では合計27点（満40点）、『ファミリーコンピュータMagazine』の読者投票による「ゲーム通信簿」での評価は以下の通り、22.9点（満30点）となっている。
| 項目 | キャラクタ | 音楽 | お買い得度 | 操作性 | 熱中度 | オリジナリティ | 総合 |
| 得点 | 4.2        | 3.8  | 3.6        | 3.7    | 3.9    | 3.8            | 22.9 |

ゲームムック『ハード末期に発売された名作ゲーム集』では「前作のバイオベースほどの鬱展開はないが、キツめの表現や悲劇的なイベントは相変わらずだ」とされつつも「戦闘の難度は高いものの、グラフィックの向上や、前作で不評だったキーレスポンス・画面切り替わり時の遅さも改善され、さらに遊びやすくなっている」と評されている。